# Buch der Sklaventaufen

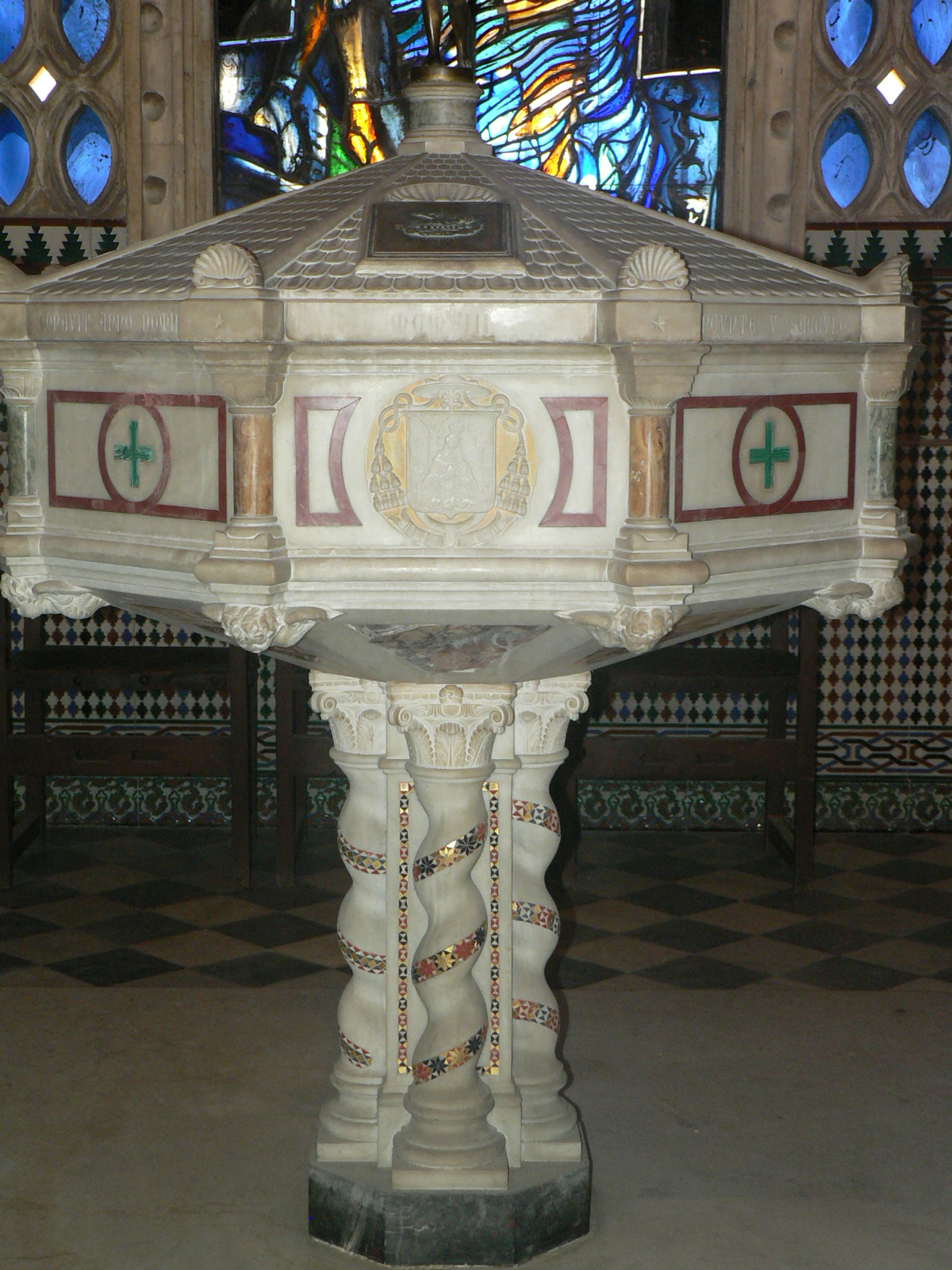
Taufstein der Kathedrale von Santo Domingo

Das Buch der Sklaventaufen (Libro de Bautismos de Esclavos) ist ein Taufregister des 17. Jahrhunderts aus der Dominikanischen Republik und gehört seit 2009 zum Weltdokumentenerbe der UNESCO.

## Beschreibung des Buches
Dieses Taufbuch umfasst die Jahrgänge 1636 bis 1670 und befindet sich seit seinem Abschluss im Historischen Archiv des Erzbistums Santo Domingo (ASD, Catedral. Libros Parroquiales, fichero 1°, gaveta 1a, Núm. 2); das Erzbistum ist auch Eigentümer des Buches. Es war für die Öffentlichkeit lange Zeit unzugänglich, da es im sogenannten Pfarrarchiv der Kathedrale von Santo Domingo aufbewahrt wurde, einem Privatarchiv, wo es nur vom Ortspfarrer und seinen Assistenten eingesehen werden konnte. Auf 78 beidseitig beschriebenen Blättern mit den Abmessungen 23,5 × 31,5 cm (die Bindung ist verloren) sind 759 Taufen von Sklaven und vier Taufen von Freien handschriftlich eingetragen.

## Taufen von Sklaven in Westindien
Um 1600 ging man davon aus, dass die auf den Sklavenschiffen nach Westindien gebrachten Menschen bereits in Afrika getauft worden seien. So jedenfalls stellten es die Sklavenhändler dar. Doch es gab Zweifel, ob das überhaupt stimmte. Pedro de Oviedo, Erzbischof von Santo Domingo, veranlasste während seiner Amtszeit (1621–1628), dass die Gültigkeit der Taufe überprüft wurde, und falls Zweifel bestanden, musste gleich bei der Ankunft im Hafen mit dem Taufunterricht begonnen werden, dem nach 30 Tagen eine Konditionaltaufe folgen sollte. Den christlichen Sklaven sollte sechsmal im Jahr die Möglichkeit gegeben werden, die Messe zu besuchen; die Sklavenbesitzer sollten ihnen Zugang zur Firmung, zum Bußsakrament und zur Letzten Ölung ermöglichen. Dass die Kirche mit einem sporadischen Gottesdienstbesuch zufrieden war, deutet an, dass ein größeres Interesse am religiösen Leben dieser neuen Christen nicht bestand.

## Familienverhältnisse
Von den im Libro de Bautismos de Esclavos verzeichneten Sklaven waren 324 Erwachsene und 435 Minderjährige oder Kinder von Sklaven. Die Namengebung ist ganz am katholischen Brauch orientiert, am häufigsten sind folgende Namen:
- Jungen: Diego, Domingo, Juan, Francisco, Joaquín, Jerónimo;
- Mädchen: Maria, Catalina, Felícita, Petronila, Tomasina.

Bei vielen Kindern ist nur die Mutter genannt. Sechs der Täuflinge waren Kinder aus legitimen Ehen. Ein Einzelfall ist die folgende, mit einer Freilassung verbundene Taufe zweier Criollos (zeitgenössische Bezeichnung für in Amerika geborene Menschen):

„Francisco und Julián. In Santo Domingo, am 16. August des Jahres 1668, wurden zwei negros criollos, denen im Namen Seiner Majestät die Freiheit gewährt worden war, würdig getauft und mit Öl und Chrisam gesalbt: der eine auf den Namen Francisco, sein Pate war der Kapitän Francisco de Castro, und der andere auf den Namen Julián, sein Pate war Ricardo Trejo. Zeugen waren die Sakristane Manuel de Ribera und Juan de Portoalegre.“

## Eigentümer von Sklaven
Als Eigentümer der Täuflinge wurden genannt:
- 35-mal Kleriker, darunter der Erzbischof selbst;
- 61-mal Militärangehörige;
- 63-mal eines der beiden Frauenklöster (Klarissen und Dominikanerinnen);
- 85-mal Regierungsbeamte, darunter der Gouverneur.

Unter den übrigen Besitzern waren beispielsweise ein Lebensmittelhändler, ein Schuhmacher, ein Schneider und ein Kaufmann.

## Flüchtige Sklaven

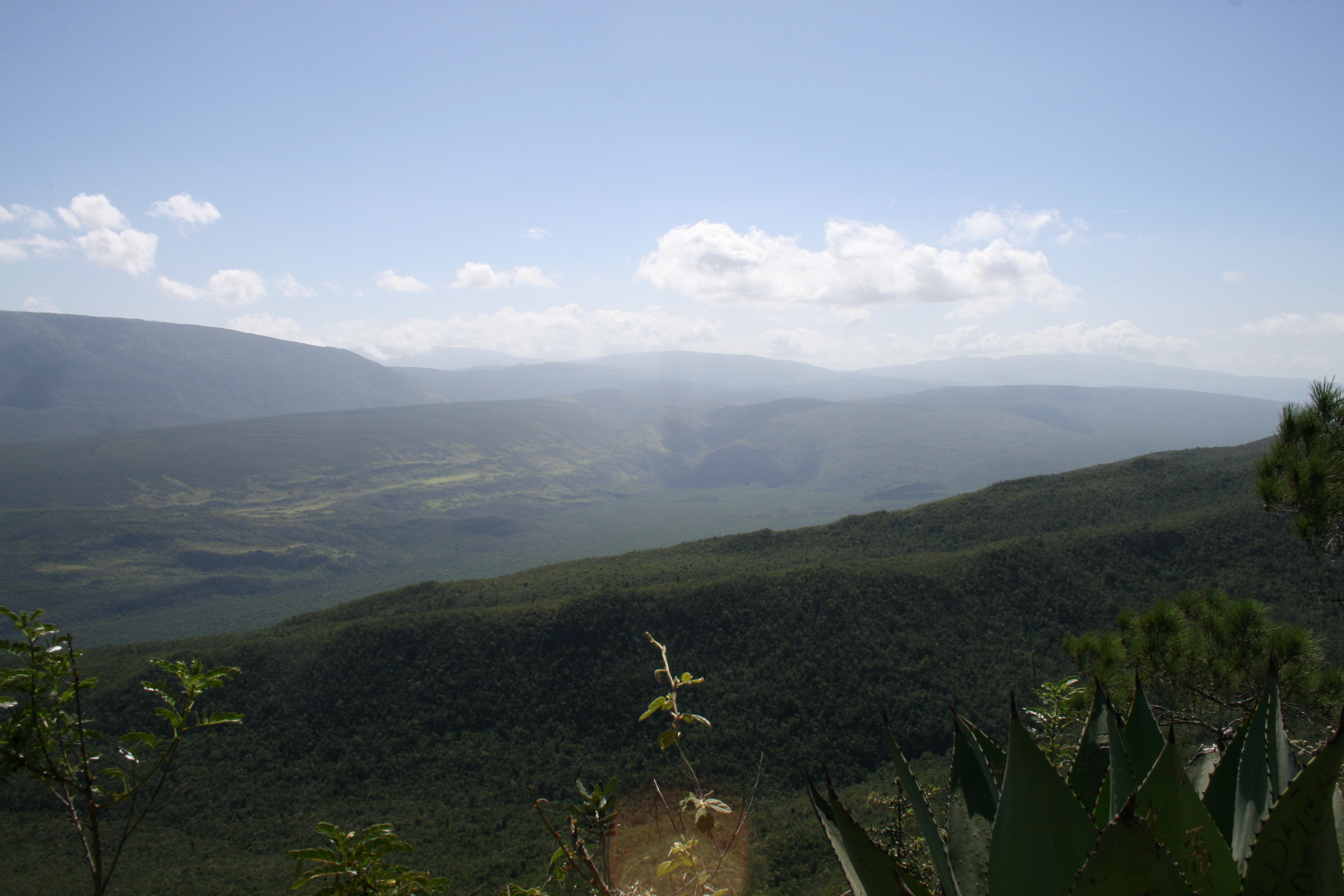
Nationalpark Sierra de Bahoruco, das El Maniel genannte Rückzugsgebiet geflohener Sklaven

Aus einem Schreiben des Erzbischofs an den König vom 15. September 1662 geht hervor, dass aufständische und flüchtige negros 50 Leguas von der Stadt entfernt in einem ausgedehnten und fruchtbaren Bergland Zuflucht gefunden hatten, wo sie „ohne Religion und Priester“ lebten, regiert von negros ladinos. Ladinos waren im damaligen Sprachgebrauch afrikanische Sklaven, die Spanisch sprechen konnten.
Solche Zufluchtsorte wurden von den flüchtigen Sklaven auf der Insel Hispaniola El Maniel genannt. Am 15. März 1663 befahl Philipp IV. dem Präsidenten Pedro Carvajal y Cobos, diese Siedlungen mit Waffengewalt aufzulösen.
Besonders aufschlussreich sind deshalb folgende Einträge: vierzehn Sklavenjungen und zehn Sklavenmädchen, die von ihren namentlich genannten Müttern in El Maniel geboren worden waren, wurden am 13. April 1667 in der Kathedrale vom Erzbischof Don Francisco de la Cuevo Maldonado selbst getauft; am 27. Mai des Jahres taufte der Präzeptor des Seminars vier weitere Mädchen und drei Jungen. Zwischen Mai und September 1667 tauften die Patres Diego de Plasencia und Domingo de Chávarri insgesamt vier Kinder und acht Erwachsene, die meisten davon weiblichen Geschlechts; in drei Fällen wurden sie identifiziert als „negras criollas aus dem Maniel“, die vom Militär von dort in die Sklaverei verschleppt worden waren.

„Juan José. In Santo Domingo, am 27. Februar des Jahres 1669, wurde ein Junge namens Juan José würdig getauft und mit Öl und Chrisam gesalbt, der Sohn einer negra, die unter denen war, die Kapitän Villalobos hergebracht hat, eine Sklavin des Antonio Pinto; sein Pate war Bartolomé de Espinosa, Soldat dieser Garnison. Zeuge Pedro Nolasco.“

Kapitän Juan de Villalobos leitete ein Kommando, das gegen die geflohenen Sklaven im Maniel eingesetzt wurde.

## Registrierung von Sklaven in Kirchenbüchern
Aus fast allen kubanischen Kirchenarchiven ist bekannt, dass die katholische Kirche von 1665 bis 1881 für die Taufen, Firmungen, Heiraten und Beerdigungen der Sklavenbevölkerung eigene Register führte, die sogenannten Bücher für Pardos y Morenos. Das Buch der Sklaventaufen ist hingegen das einzige derartige Buch von der Insel Hispaniola. Es endet mit dem 29. September 1670, danach wurde ein gemeinsames Taufbuch für freie und unfreie Täuflinge angelegt.

## Bedeutung als Weltdokumentenerbe
Das Buch der Sklaventaufen ist im Original erhalten und keine Zweitschrift. Es gewährt Einblicke in die wirtschaftliche Krise, die Santo Domingo im 17. Jahrhundert erfasste, konnte aber bislang von Historikern, die sich mit diesem Zeitraum beschäftigen, nicht genutzt werden, so dass sein Inhalt wenig bekannt ist. Zwar ist es nicht das älteste Kirchenbuch, denn es existiert ein Taufbuch für die Jahre 1590 bis 1638. Doch dieses erfasst nur die Kinder der „weißen“ Einwohner von Santo Domingo. Deshalb ist das Buch der Sklaventaufen eine seltene und wertvolle Quelle für das Leben der „schwarzen“ Bevölkerung.

## Edition
- Libro de Bautismos de Esclavos (1636-1670), Transkription von José Luis Sáez SJ (Archivo General de la Nación, 63). Santo Domingo 2008, ISBN 978-9945-020-49-6.